# اوشه سور وندی
اوشه سور وندی (به فرانسوی: Auchay-sur-Vendée) یک کمون است که در استان پی دو لا لوآر در شهرستان وانده در غرب فرانسه قرار دارد.
شهرداری آن در ۱ ژانویه ۲۰۱۷ ایجاد شد و از کمون‌های سابق Auzay (مرکز) و Chaix تشکیل شده‌است.

## ترابری

### جاده
جاده‌های D65، D115، D938T و A83 از میان کمون عبور می‌کنند.